# Jascha Heifetz
Jascha Heifetz (Vilnius, Lituânia, 2 de fevereiro de 1901 — Los Angeles, 10 de dezembro de 1987)  foi um dos maiores virtuosos da história do violino, famoso pelas suas interpretações de peças de Paganini, Bach e Saint-Saëns. É considerado por muitos o melhor violinista do século XX.

## Biografia
Desde os três anos de idade, Jascha Heifetz tocou violino e, desde os vinte e seis, apresentou-se à frente de plateias pelo mundo. Desde o seu primeiro concerto orquestrado em São Petersburgo no dia 30 de Abril de 1911, ele expôs a sua arte ao mundo através de mais de dois milhões de quilômetros de viagens ao redor do globo, inúmeras aparições em rádios e participações em produções cinematográficas.
Heifetz começou a tocar com um pequeno violino, dado a ele pelo pai, professor de violino local, quando a família ainda vivia na cidade de Vilna, na Rússia (atualmente chamada Vilnius e localizada na Lituânia), e com sete anos já fazia pequenas apresentações solo. Entrou na famosa classe de Leopold Auer em São Petersburgo com a idade de nove anos e em três anos foi considerado uma prodígio, com um raro dom para a música.
Sabe, disse Heifetz certa vez, na minha opinião, essa coisa de "prodígio" não se passa de uma doença, geralmente fatal. Eu tive a sorte de estar entre os poucos que sobreviveram isso. Mas havia a vantagem de possuir um grande professor e uma família que levava a música em alta consideração, tinha bom gosto e odiava a mediocridade.
Nos anos que se seguiram à sua estréia em São Petersburgo, Heifetz apresentou-se seguidamente na Alemanha, Áustria e Escandinávia, mas após a Revolução Russa (1917), a sua família mudou-se para a América do Norte. Heifetz lá tocou pela primeira vez no Carnegie Hall, no dia 27 de outubro de 1917. Sobre esta noite, o crítico Samuel Chotzinoff reportou: O violinista de dezesseis anos parecia a pessoa menos preocupada de todo o auditório enquanto caminhava até o palco e pouco se movia durante toda a exibição de tamanho virtuosismo e musicalidade como nunca havia sido visto neste histórico auditório. Do dia para a noite, Heifetz tornou-se num ídolo e durante aquele ano se apresentou mais de trinta vezes apenas na cidade de Nova Iorque.
Rapidamente Heifetz adoptou os Estados Unidos como pátria e naturalizou-se como americano em 1925. Nos anos 1940, já adaptado ao american way of life, Heifetz comprou uma confortável casa em Beverly Hills, onde viveu até à sua morte.
Assim que atingiu os sessenta anos, já com meio século de apresentações e concertos em todo o planeta, Heifetz começou a diminuir gradualmente as suas aparições em público, até ao seu último recital, em 1972. Depois disto, devotou-se ao ensino, guiando os seus alunos com firmeza e sarcasmo, Heifetz tentava incutir-lhes o respeito pela disciplina, além das formas de tocar o violino com virtuosismo e poder, ensinando-os a fazer o melhor da música ao violino. Os seus alunos eram, entre outros, Erick Friedman, Yuval Yaron, Claire Hodgkins, Yukiko Kamei, Rudolf Koelman, Eugene Fodor e Paul Rosenthal.
Durante toda a sua vida, Heifetz foi conhecido pela sua técnica limpa, rápida, virtuosa e impecável de tocar violino. Foi também acusado por muitos de tocar mecanicamente e com estilo excessivamente formal, em parte pela sua expressão sempre austera e impassível enquanto tocava. Trabalhando exaustivamente dentro de casa e no estúdio, Heifetz, aos setenta anos, possuía mais de oitenta álbuns gravados, entre versões de outros compositores, adaptações, trilhas e composições próprias. Inclusivamente, escreveu uma música pop chamada When You Make Love To Me (Don't Make Believe) sob o pseudônimo de Jim Hoyl. A canção foi interpretada por Margaret Whiting.

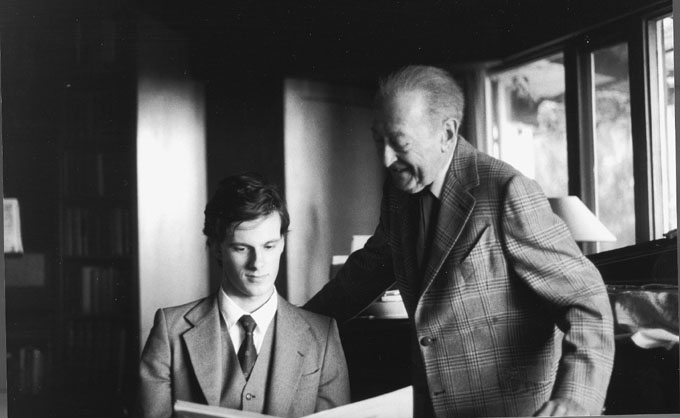
Rudolf Koelman e Jascha Heifetz em Los Angeles, 1979

## Vida pessoal
Heifetz foi casado duas vezes, sendo a primeira em 1928, com a atriz do cinema mudo Florence Vidor, a qual tinha uma filha de sete anos chamada Suzanne, que Heifetz adotou. O casal teve mais dois filhos, Josefa (1930) e Robert (1932-2004), antes de se divorciar, em 1945.
Em 1947 Heifetz tirou um longo período de férias, durante o qual casou com Frances Spigelberg, tendo um filho, Joseph. Esse segundo casamento também acabou com um divórcio, em 1962. O filho de Heifetz, Joseph, é fotógrafo e atualmente reside na Austrália. A filha, Josefa Heifetz Byrne, é lexicógrafa ("Dictionary of Unusual, Obscure and Preposterous Words" ISBN 0-246-11151-8).
O neto de Heifetz, Danny Heifetz, toca bateria e percussão em bandas como Mr. Bungle, Dieselhed e Link Wray.